# هرکول (سوسک)
سوسک هرکول در زیرخانواده سوسک‌های کرگدنی قرار دارد. در واقع این گونه بزرگترین عضو زیرخانواده سوسک‌های کرگدنی است. جنگل‌های بارانی آمریکای مرکزی, آمریکای جنوبی و آنتیل کوچک زیستگاه این حشره‌است. این گونه در سال ۱۷۵۸ توصیف علمی گردید.